# Sci alpino ai V Giochi olimpici invernali - Slalom speciale maschile
Tra le competizioni dello sci alpino che si sono tenute ai V Giochi olimpici invernali di Sankt Moritz c'è stata lo slalom speciale maschile. L'evento si è svolto il 5 febbraio in Sankt Moritz.

## Classifica
| Pos.    | Atleta                | Nazione        | 1ª Manche | 2ª Manche | Totale |
| ------- | --------------------- | -------------- | --------- | --------- | ------ |
| Oro     | Edy Reinalter         | Svizzera       | 1'07"7    | 1'02"6    | 2'10"3 |
| Argento | James Couttet         | Francia        | 1'07"5    | 1'03"3    | 2'10"8 |
| Bronzo  | Henri Oreiller        | Francia        | 1'08"0    | 1'04"8    | 2'12"8 |
| 4       | Silvio Alverà         | Italia         | 1'07"4    | 1'05"8    | 2'13"2 |
| 5       | Olof Dalman           | Svezia         | 1'10"4    | 1'03"2    | 2'13"6 |
| 6       | Egon Schöpf           | Austria        | 1'11"1    | 1'03"1    | 2'14"2 |
| 7       | Jack Reddish          | Stati Uniti    | 1'11"0    | 1'04"5    | 2'15"5 |
| 8       | Karl Molitor          | Svizzera       | 1'10"2    | 1'06"0    | 2'16"2 |
| 9       | Luboš Brchel          | Cecoslovacchia | 1'10"8    | 1'05"8    | 2'16"6 |
| 10      | Sixten Isberg         | Svezia         | 1'10"7    | 1'06"5    | 2'17"2 |
| 11      | Eduard Mall           | Austria        | 1'11"1    | 1'07"2    | 2'18"3 |
| 11      | Hans Hansson          | Svezia         | 1'12"2    | 1'06"1    | 2'18"3 |
| 13      | Georges Schneider     | Svizzera       | 1'11"9    | 1'06"5    | 2'18"4 |
| 14      | Zeno Colò             | Italia         | 1'13"3    | 1'05"7    | 2'19"0 |
| 15      | Désiré Lacroix        | Francia        | 1'09"9    | 1'10"0    | 2'19"9 |
| 16      | Stephen Knowlton      | Stati Uniti    | 1'12"9    | 1'07"6    | 2'20"5 |
| 17      | Engelbert Haider      | Austria        | 1'13"3    | 1'09"5    | 2'22"8 |
| 18      | Saša Molnar           | Jugoslavia     | 1'11"4    | 1'12"0    | 2'23"4 |
| 19      | Harvey Clifford       | Canada         | 1'13"5    | 1'10"2    | 2'23"7 |
| 20      | Colin Stewart         | Stati Uniti    | 1'15"3    | 1'08"8    | 2'24"1 |
| 21      | Aimo Vartiainen       | Finlandia      | 1'14"0    | 1'11"0    | 2'25"0 |
| 22      | Antonín Šponar        | Cecoslovacchia | 1'20"2    | 1'06"5    | 2'26"7 |
| 23      | Bjarne Arentz         | Norvegia       | 1'16"2    | 1'11"5    | 2'27"7 |
| 24      | Barney McLean         | Stati Uniti    | 1'20"5    | 1'07"6    | 2'28"1 |
| 25      | Péter Szikla          | Ungheria       | 1'15"1    | 1'14"1    | 2'29"2 |
| 26      | Jack Nielsen          | Norvegia       | 1'22"0    | 1'07"8    | 2'29"8 |
| 27      | Matevž Lukanc         | Jugoslavia     | 1'17"2    | 1'13"7    | 2'30"9 |
| 28      | Hector Sutherland     | Canada         | 1'19"2    | 1'12"0    | 2'31"2 |
| 29      | Stein Eriksen         | Norvegia       | 1'24"4    | 1'08"0    | 2'32"4 |
| 30      | Vittorio Chierroni    | Italia         | 1'27"0    | 1'05"5    | 2'32"5 |
| 31      | Józef Marusarz        | Polonia        | 1'19"2    | 1'14"0    | 2'33"2 |
| 32      | Pentti Alonen         | Finlandia      | 1'18"1    | 1'17"7    | 2'35"8 |
| 33      | Daniel Šlachta        | Cecoslovacchia | 1'21"0    | 1'17"7    | 2'38"7 |
| 34      | Claude Penz           | Francia        | 1'29"2    | 1'10"9    | 2'40"1 |
| 35      | Tamás Székely         | Ungheria       | 1'26"9    | 1'15"8    | 2'42"7 |
| 36      | Franci Čop            | Jugoslavia     | 1'24"8    | 1'18"9    | 2'43"7 |
| 37      | Albert Irwin          | Canada         | 1'29"4    | 1'16"6    | 2'46"0 |
| 38      | Dumitru Sulică        | Romania        | 1'27"2    | 1'20"7    | 2'47"9 |
| 39      | Ion Coliban           | Romania        | 1'30"1    | 1'18"8    | 2'48"9 |
| 40      | Valentin Mulej        | Jugoslavia     | 1'15"0    | 1'36"0    | 2'51"0 |
| 41      | Alf Opheim            | Norvegia       | 1'36"4    | 1'15"0    | 2'51"4 |
| 42      | Luis de Ridder        | Argentina      | 1'32"2    | 1'20"2    | 2'52"4 |
| 43      | Gino de Pellegrín     | Argentina      | 1'29"8    | 1'23"5    | 2'53"3 |
| 44      | Dimitar Drazhev       | Bulgaria       | 1'33"1    | 1'20"9    | 2'54"0 |
| 45      | José Arias            | Spagna         | 1'30"9    | 1'25"0    | 2'55"9 |
| 45      | Juan Poll             | Spagna         | 1'31"4    | 1'24"5    | 2'55"9 |
| 47      | David Madzhar         | Bulgaria       | 1'38"7    | 1'19"6    | 2'58"3 |
| 48      | Lajos Máté            | Ungheria       | 1'40"1    | 1'20"5    | 3'00"6 |
| 49      | Donald Garrow         | Gran Bretagna  | 1'37"0    | 1'24"3    | 3'01"3 |
| 50      | William Irwin         | Canada         | 1'40"4    | 1'21"2    | 3'01"6 |
| 51      | Thomas de Morawitz    | Spagna         | 1'37"0    | 1'30"8    | 3'07"8 |
| 52      | Hernán Oelckers       | Cile           | 1'44"2    | 1'24"8    | 3'09"0 |
| 53      | Otto Jung             | Argentina      | 1'54"1    | 1'21"6    | 3'15"7 |
| 54      | Arturo Hammersley     | Cile           | 1'49"2    | 1'26"9    | 3'16"1 |
| 55      | Ian Appleyard         | Gran Bretagna  | 1'47"0    | 1'33"1    | 3'20"1 |
| 56      | Pablo Rosenkjer       | Argentina      | 1'53"7    | 1'34"2    | 3'27"9 |
| 57      | Béla Imre             | Romania        | 1'57"4    | 1'40"3    | 3'37"7 |
| 58      | Raşit Tolun           | Turchia        | 2'04"8    | 1'37"2    | 3'42"0 |
| 59      | Guðmundur Guðmundsson | Islanda        | 2'09"4    | 1'45"2    | 3'54"6 |
| 60      | Osman Yüce            | Turchia        | 2'21"2    | 1'47"4    | 4'08"6 |
| 61      | Harold Taylor         | Gran Bretagna  | 2'05"5    | 2'04"4    | 4'09"9 |
| 62      | Dursun Bozkurt        | Turchia        | 2'18"2    | 1'53"0    | 4'11"2 |
| 63      | John Boyagis          | Gran Bretagna  | 2'30"0    | 1'44"1    | 4'14"1 |
| 64      | Muzaffer Demirhan     | Turchia        | 2'25"5    | 2'00"2    | 4'25"7 |
| 65      | Ramón Blanco          | Spagna         | 2'18"5    | 2'09"0    | 4'27"5 |
| 66      | Ibrahim Geagea        | Libano         | 2'49"3    | 1'44"8    | 4'34"1 |
| -       | Åke Nilsson           | Svezia         | DNF       |           |        |
| -       | Christian Pravda      | Austria        | DNF       |           |        |
| -       | György Libik          | Ungheria       | DNF       |           |        |
| -       | Anton Hinterholzer    | Austria        | DNF       |           |        |
| -       | Jaime Errázuriz       | Cile           | DNF       |           |        |
| -       | Jan Gąsienica Ciaptak | Polonia        | DNF       |           |        |
| -       | Jan Lipowski          | Polonia        | DNF       |           |        |
| -       | Karl Gamma            | Svizzera       | DNF       |           |        |
| -       | Radu Scîrneci         | Romania        | DQ        |           |        |
| -       | Roberto Lacedelli     | Italia         | DQ        |           |        |
| -       | Zdeněk Parma          | Cecoslovacchia | DQ        |           |        |